# یوگنی فرولوف (ورزشکار)
یوگنی فرولوف (روسی: Евгений Васильевич Фролов؛ زادهٔ ۱۴ ژوئن ۱۹۴۱) ورزشکار بوکس اهل روسیه است.